# Zwartkopschubpoothagedis
De zwartkopschubpoothagedis (Pygopus nigriceps) is een hagedis die behoort tot de gekko's en de familie heuppotigen (Pygopodidae).

## Naam en indeling
De wetenschappelijke naam van de soort werd voor het eerst voorgesteld door Johann Gotthelf Fischer von Waldheim in 1882. Oorspronkelijk werd de naam Cryptodelma nigriceps gebruikt. De soortaanduiding nigriceps betekent vrij vertaald 'zwarte kop'.

## Uiterlijke kenmerken
Deze hagedis heeft geen poten, maar de vroegere positie ervan is nog wel af te lezen aan de kleine geschubde flapjes aan weerszijden van het lichaam. De kopromplengte bedraagt maximaal 22,7 centimeter exclusief de staart. De totale lengte is ongeveer 50 centimeter. De zwartkopschubpoothagedis lijkt enigszins op een slang aangezien de poten nagenoeg geheel ontbreken. De kop is enigszins driehoekig is en de schubben zijn licht gekield, in tegenstelling tot veel andere op slangen gelijkende hagedissen. De kleur is vaak roodbruin tot bruin, het aantal buikschubben is altijd 120 of meer. De kop is zowel aan de achterzijde als rond de neusgaten altijd duidelijk donkerder tot zwart, vooral bij de juvenielen. Op de rug is een vaag patroon van schuine strepen aanwezig dat loopt tot op de staart.

## Levenswijze
De zwartkopschubpoothagedis is schemeractief en gaat jagen als de schemering intreed, het voedsel bestaat uit insecten en kleine hagedissen. De soort leeft in drogere bossen en kustbossen met stenen en enige vegetatie om zich in te verstoppen. Het is een bodembewoner die nooit klimt en zich 's nachts verstopt onder een steen.
Als de hagedis bedreigd wordt, doet deze zich voor als een slang. Het sterk gelijkende uiterlijk doet onder andere aan de giftige slangen uit het geslacht Denisonia denken, maar ook het gedrag. De hagedis richt zich op en kromt zijn nek in een lus terwijl luid gesist wordt. Als deze show nog niet overtuigt worden schijnaanvallen uitgevoerd. Hierbij schiet de kop van de hagedis naar voren om de belager te intimideren. De bek blijft hierbij echter gesloten; het is pure bluf. Net als andere heuppotigen is de zwartkopschubpoothagedis niet giftig. Het nabootsen van giftige soorten door niet-giftige soorten worden wel mimicry genoemd.

## Verspreiding en habitat
De soort komt endemisch voor in delen van Australië en leeft in de staten New South Wales, Noordelijk Territorium, Queensland, Victoria, West-Australië en Zuid-Australië. De habitat bestaat uit mediterraan-achtige scrublands, hete woestijnen en zandduinen langs de kust.

## Beschermingsstatus
Door de internationale natuurbeschermingsorganisatie IUCN is de beschermingsstatus 'veilig' toegewezen (Least Concern of LC).